# Club de Remo Ondárroa
El Club de Remo Ondárroa es un club de remo fundado en 1973 en Ondárroa, Vizcaya.

## Palmarés
- 4 Banderas de Ondárroa: 1994, 1995, 2016 y 2022.
- 4 Banderas Ciudad de Castro Urdiales: 1994, 1997, 2001 y 2016.
- 4 Banderas de Portugalete: 1995, 1997, 2001 y 2002.
- 3 Campeonatos de Vizcaya de Traineras: 1994, 1996 y 1997.
- 3 Banderas Petronor: 1995, 1996 y 2021.
- 2 Bandera de Elanchove: 1994 y 2011.
- 2 Bandera Villa de Bilbao: 2001 y 2016.
- 1 Bandera de Lequeitio: 1993.
- 1 Bandera de Hernani: 1994.
- 1 Bandera de Las Arenas: 1996.
- 1 Bandera de Suances: 2001.
- 1 Bandera de Sestao: 2002.
- 1 Bandera Ciudad de Avilés: 2011.